# 妙覚寺 (長野県大桑村)
妙覚寺（みょうかくじ）は、長野県木曽郡大桑村野尻にある臨済宗妙心寺派の寺院。山号は法雲山。木曾西国三十三観音霊場二十四番、木曽七福神霊場(大黒天)。

## 歴史
正安年間(1299～1301年)、天台宗の権大僧都阿闍梨の快安が、草庵を結んだのが始まりと伝わる。
元和年間(1615～1623年)、開山の初屋の頃には、蘭塔婆(現在の墓地の池附近)にあったが、火災によって古記録等を含む全てを焼失した。
寛永元年(1620年)、現在地に再建された。
享保5年(1720年)、定勝寺六世の弘道の弟子の秀峰祖闌が、再々中興開山した。
火災で焼失したため、享保11年(1726年)、現在の本堂が再建された。
安政3年(1856年)、観音堂を再建し如意輪観音を安置した。その台座厨子には、延宝四丙辰年三月 当村 木戸彦左衛門金吾の寄附と記されている。
大正初期に、水谷利三郎が山門前の石段を寄附した。
大正10年(1921年)、野尻区において区有財産の整理を行うために金壱千円を妙覚寺に寄附した。それを基礎として檀家一同の喜捨を仰ぎ、位牌堂を増築した。
昭和24年(1948年)、柴山幸四郎をはじめとする檀家一同の寄附により、本堂の屋根の瓦葺替えを行った。
昭和28年(1953年)、太平洋戦争で供出したことにより失われていた梵鐘を檀家一同の寄附により新鋳し、山門を大修理した。
昭和33～34年(1958年～1959年)、檀家一同の寄附により庫裡の屋根を瓦葺とした。
平成30年(2018年)、本堂が老朽化の為に再建された。

## マリア観音
裏庭には、天保3年(1832年)の作とされる十字架を、両手に高く掲げたマリア観音の石像がある。
元は野尻川向にあったものを、昭和46年(1971年)に現在地に安置したものである。

## 寺宝
- 山水の図　中林竹洞筆
- 山水の図　田能村直入筆
- 達磨の図　白隠慧鶴筆
- 達磨の図　山岡鉄舟筆
- 十六羅漢の図　曽山[2]筆
- 金屏風
- 古文書として、学僧逗留の届(享保7年(1722年))・本堂屋根葺替の届(寛延3年(1750年))・年貢などの文書がある。